# Jor-El

Emblema familiar de la "Casa de El"

Jor-El es un personaje ficticio del universo de DC Comics, creado por los escritores Jerry Siegel y Joe Shuster. Apareció por primera vez en Action Comics #1 en 1938. Jor-El es el padre biológico de Superman (Clark Kent) y uno de los más grandes científicos del planeta Krypton. Es conocido principalmente por ser una figura clave en el origen de Superman, siendo responsable de enviar a su hijo a la Tierra antes de la destrucción de su planeta natal.
En la mayoría de las versiones de la historia de Superman, Jor-El es retratado como un hombre brillante, un científico y visionario que, al descubrir que Krypton estaba en peligro de colapsar, trató de advertir a las autoridades de su planeta. Sin embargo, sus advertencias fueron ignoradas, lo que lo llevó a tomar la decisión de salvar a su hijo enviándolo en una cápsula espacial a la Tierra. A pesar de que Krypton explota, el bebé Kal-El llega a la Tierra, donde es adoptado por Jonathan y Martha Kent y crece para convertirse en el héroe que protegería al mundo.
Jor-El es un personaje que simboliza la inteligencia, el sacrificio y la paternidad. Aunque no sobrevive a la destrucción de Krypton, su legado perdura a través de su hijo, quien se convierte en el protector de la Tierra y continúa llevando los valores de su planeta natal. A lo largo de los cómics, Jor-El ha sido representado de diversas maneras, pero siempre se mantiene como un símbolo de sabiduría, honor y amor paternal.
En diversas versiones del cómic y adaptaciones cinematográficas, Jor-El ha sido interpretado de diferentes formas, pero siempre conserva su rol esencial como el padre de Superman y una figura central en la historia del origen de este personaje.
A lo largo de las diversas adaptaciones cinematográficas y televisivas de Superman, varios actores lo han interpretado, algunos de los más destacados son; el actor Marlon Brando en las películas de Superman: The Movie (1978), Superman II (1980) y Superman Returns (2006); el actor Russell Crowe en la película de Zack Snyder, El hombre de acero (2013); el actor Angus Macfadyen interpretó al personaje en la serie de televisión Superman & Lois (2021-2024); el actor Bradley Cooper interpreta al personaje en un cameo en la película Superman (2025).

## Historia

### Precursor (Nuevos cómics de aventuras)
Joe Shuster y Jerry Siegel, los creadores de Superman y Jor-L, presentaron por primera vez un personaje llamado "Jor-L" en 1936, más de un año antes de que se publicara la primera historia de Superman. El "Jor-L" original apareció en New Adventure Comics (lanzado en 1936, con fecha de portada en enero de 1937), un número 12 con el nuevo título de New Comics anterior, que volvería a ser titulado, comenzando con el número 32, como la serie Adventure Comics de 45 años de duración.
Este "Jor-L", que aparece en la tira de cuatro páginas de los hombres federales de Shuster y Siegel, no es un extraterrestre sino, en cambio, un "detective as" del futuro lejano al servicio de la "Sede de la Federación Interplanetaria". El personaje lucha contra "Nira-Q", la "reina de los bandidos" que viaja por el espacio, en el año 3000 d. C.. El "Jor-L" de 1936 existe como parte de una historia dentro de una historia, ya que la tira de Shuster y Siegel presenta la historia como un pronóstico científico de la lucha contra el crimen en el futuro contado a los héroes G-Man contemporáneos de la era de 1930 de "Federal Men".

### Las versiones de la Edad de Oro y de Plata
Jor-El fue mencionado indirectamente por primera vez en Action Comics # 1 en 1938, que solo mencionaba a un científico que envía a su hijo a la Tierra. Hizo su primera aparición en toda regla en la tira cómica del periódico Superman en 1939, donde su nombre se deletreaba como "Jor-L". Su nombre apareció por primera vez como "Jor-el" en la novela de Superman, Las aventuras de Superman (1942) escrita por George Lowther. Los cómics posteriores escribieron con mayúscula la "E" en "El". La primera aparición de Jor-El en un cómic fue en More Fun Comics # 101.
En la década de 1960, ahora conocida como parte de la Edad de plata de las historietas, DC Comics introdujo en sus historias de superhéroes el concepto ficticio de diferentes versiones de personajes de la historia de publicaciones del mundo real que existían en "universos" separados que podían comunicarse entre sí. A medida que DC desarrolló este concepto a través de más historias, la versión del padre de Superman durante la anterior Edad de oro de las historietas se identificó como "Jor-L", coincidiendo con la ortografía original del nombre del personaje, que vivía en el Krypton del "universo" de la Tierra-Dos (derivado de las versiones de personajes e historias que aparecieron durante el período anterior de la "Edad de Oro" de la historia de la publicación). En contraste, el concepto presentaba a "Jor-El" ya no como otra ortografía del mismo nombre, sino como un personaje completamente diferente: el padre de la versión contemporánea de Superman de la "Edad de Plata", que vivía en el "universo" de Krypton de Tierra-Uno (usado para describir el escenario de las historias y personajes de la "Edad de Plata" en ese momento, algunos de los cuales habían cambiado sustancialmente de sus versiones de la "Edad de Oro").
Un recuento de la historia del origen de Superman en 1948 profundizó por primera vez en detalles sobre Jor-El. Sin embargo, sus aspectos formales y más familiares de la Edad de Plata se establecieron firmemente a partir de finales de la década de 1950. En el transcurso de las siguientes décadas, hubo un resumen definitivo en la miniserie World of Krypton en 1979 (que no debe confundirse con la miniserie de cómics posterior a Crisis on Infinite Earths de finales de los 80).

#### Sus logros
Como se presenta en la miniserie World of Krypton y otras historias de la Edad de plata de las historietas, Jor-El fue el científico líder de Krypton, inventó, entre otros dispositivos, el "Jor-El", un aerodeslizador. También descubrió un plano de existencia paralelo al que llamó la Zona Fantasma e inventó un dispositivo por el cual se podía ingresar, al que llamó Proyector de la Zona Fantasma. Este dispositivo le consiguió un asiento en el Consejo Científico, el organismo rector de Krypton. Vivía en la principal ciudad de Krypton, Kryptonopolis.
Incluso antes del nacimiento de Jor-El, la familia El era conocida en todo Krypton por sus diversas contribuciones a la sociedad kryptoniana. Los antepasados de Jor-El incluyeron a Val-El, un famoso explorador; Sul-El, inventor del primer telescopio de Krypton; Tala-El, autor de la primera constitución planetaria de Krypton; Hatu-El, inventor del primer electroimán y el primer motor eléctrico de Krypton; y Gam-El, el padre de la arquitectura kryptoniana moderna.

#### Vida familiar
Jor-El tenía dos hermanos: Zor-El que vivió en la ciudad de Argo y finalmente se convirtió en el padre de Kara, alias Supergirl, y un hermano gemelo idéntico llamado Nim-El que vivió en Kandor. En varias historias, el padre de Jor-El se estableció como Jor-El I, y su madre como Nimda An-Dor. Jor-El finalmente conoció y se casó con Lara, la hija de Lor-Van y un joven astronauta en el incipiente programa espacial de Krypton (que pronto quedó en tierra permanentemente después de que Jax-Ur hiciera explotar una de las lunas habitadas de Krypton, lo que llevó al destierro eterno a la Zona Fantasma); los dos tuvieron un hijo pequeño, Kal-El.

#### Advertencias de Jor-El sobre la perdición de Krypton
Cuando Krypton empezó experimentar una serie de terremotos, Jor-El investigó, y pronto descubrió, para su horror, que el núcleo de Krypton era extremadamente inestable y de hecho radiactivo, y peor aún, que eventualmente alcanzaría una masa crítica y explotaría, llevándose consigo a todo el planeta y su población. Jor-El trató de convencer a los miembros del Consejo Científico de este desastre inminente e instó a restablecer el programa espacial de Krypton para que pudieran construirse naves espaciales gigantes para llevar a la población a otro mundo habitable. Sin embargo, el Consejo rechazó los hallazgos de Jor-El y se negó a cumplir con su plan. Algunos incluso lo acusaron de traición, tratando de causar el caos para que pudiera hacerse cargo. Este había sido un complot del General Zod, que habiendo fallado, provocó su destierro a la Zona Fantasma. Por tanto, el Consejo desconfiaba de los motivos de Jor-El.
Cuando descubrió la inminente perdición de su mundo natal, Jor-El conoció a su propio hijo Kal-El sin darse cuenta (Kal-El había viajado accidentalmente en el tiempo). Había partidarios de la teoría de Jor-El, pero cuando se construyó una nave para evacuarlos, la ciudad de Kandor fue reducida y robada por Brainiac, eliminando a las personas que creían en el trabajo de Jor-El.
Frustrado, Jor-El continuó su trabajo en viajes espaciales por su cuenta, con la esperanza de construir una nave espacial para salvar a su propia familia. Este trabajo incluyó el lanzamiento de varios cohetes de prueba más pequeños; uno de estos cohetes incluía al perro de la familia, que respondió al nombre de "Krypto". Sin embargo, como el tiempo se agotó, Jor-El pronto descubrió que solo tendría tiempo suficiente para construir una nave espacial para salvar a su hijo Kal-El. Decidió enviar a Kal-El a la Tierra, dándose cuenta de que obtendría poderes sobrehumanos bajo el sol amarillo más intenso de la Tierra y la gravedad más baja. Cuando Krypton finalmente atravesó sus etapas finales de destrucción, Jor-El y Lara colocaron a su hijo en el cohete y lo lanzaron hacia la Tierra, antes de que ellos mismos fueran asesinados junto con casi todo el resto de la población del planeta. Lara también podría haber encajado dentro del cohete, pero eligió quedarse atrás para aumentar las posibilidades de Kal-El de llegar a la Tierra.

### Post-Crisis
Después de 1985-1986, la miniserie Crisis en Tierras Infinitas y la miniserie de John Byrne El Hombre de Acero volvieron a reescribir los orígenes de Superman, con detalles sobre los detalles de Jor-El y el personaje fue cambiado. Bajo la versión de Byrne, Jor-El habitó un frío, Kryptón emocionalmente estéril dónde incluso el contacto corporal fue prohibido. Jor-El fue considerado un "retroceso" por expresar emociones reales hacia su esposa Lara, y por favorecer los días menos esterilizados del pasado en las eras de Krypton. Otro cambio en esta versión era que Jor-El altera genéticamente el feto de su hijo (gestando en una "matriz de nacimiento") para permitirle dejar Kryptón (en esta versión del mito, los kryptonianos se unieron genéticamente al mismo planeta, no permitiéndoles salir), y creando un artefacto unido a la matriz en lugar de construir una nave más grande. El resultado fue que Kal-El "nació" cuando la matriz de nacimiento se abrió en la Tierra.
En los años 1990 en las series de Starman, fue revelado que en su juventud, Jor-El se encontró a Jack Knight en sus viajes por el tiempo y a Mikaal Thomas, dos individuos que habían tomado el manto de "Starman". Se habían enviado accidentalmente atrás en el tiempo a los años 70 y se habían lanzado por el espacio. Esta fue la primera vez que Jor-El supo de la existencia de la Tierra; a cambio, Jor-El ayudó a Knight y Thomas a escapar de su padre dominador, Seyg-El. 
En el 2004 la miniserie de Superman Superman: Birthright, Jor-El, junto con Krypton y Lara, fue, más o menos, reintegrado a sus versiones de la Edad de Plata, aunque con toques tan actualizados como Lara contribuyendo igualmente al esfuerzo de enviar a Kal-El, una vez de nuevo un bebé mientras estaba en Krypton, a la Tierra. En esta versión, Jor-El descubre la Tierra momentos antes de lanzar la nave espacial de su hijo. Además, la conclusión de la miniserie tiene al Superman adulto, en la Tierra, viendo a sus padres a través del comunicador espacio-temporal de Lex Luthor, y en Krypton, segundos antes de su destrucción, Jor-El y Lara ven a su hijo vivo y coleando en la Tierra. y saber que sus esfuerzos fueron exitosos. Al igual que con la visión conflictiva de Byrne sobre Krypton, el Birthright de los orígenes de Jor-El, Krypton y Luthor se han reconfigurado recientemente y, después de Crisis infinita, ya no son válidos en el canon de los cómics.
Sin embargo, una historia más reciente coescrita por Geoff Johns y el director de Superman: The Movie Richard Donner presentó otra versión de Jor-El y Krypton que reintrodujo al General Zod y a los criminales de la Zona Fantasma. Con arte de Adam Kubert, Jor-El se representa por primera vez con barba y el diseño de la sociedad kryptoniana es distinto una vez más de Birthright y Man of Steel, incorporando elementos del trabajo de Donner en los dos primeras películas de Christopher Reeve, en particular la noción del Consejo de Krypton amenazando a Jor-El con una dura pena de exilio a la misma Zona Fantasma que él mismo había descubierto si hiciera públicas sus predicciones sobre la inminente perdición de su planeta o si intentara "crear un clima de pánico".
Aquí se muestra que Jor-El fue asesorado por su amigo y destacado científico Non, quien corroboró los hallazgos de Jor-El sobre la inminente destrucción de Krypton, cuando los dos fueron arrestados y llevados a juicio ante el Consejo por Zod y Ursa. Cuando Non desafía las terribles prohibiciones del Consejo y elige difundir la noticia del apocalipsis que se avecina, es secuestrado por agentes del Consejo y aparentemente lobotomizado, lo que explica la muda sencillez, brutalidad y destructividad del personaje en consonancia con Jack O'Halloran. La interpretación de Non en las dos primeras películas de Reeve. Consternados, Zod y Ursa le proponen a Jor-El que se unan y derroquen al Consejo, pero Jor-El no aceptará nada de eso. Cuando su insurrección asesina falla, el Consejo obliga a Jor-El a exiliarlos a la Zona Fantasma y nunca volver a hablar de sus hallazgos, para que no corra el mismo destino. Por esta traición percibida, Zod declara que escapará y conquistará Krypton (confiado en que Jor-El realmente descubrirá alguna forma de salvar el planeta) y obligará al científico y a su hijo a arrodillarse ante él algún día (haciendo referencia a la línea de Terence Stamp en las dos películas de Superman dirigidas por Donner: "¡Te inclinarás ante mí, Jor-El! ¡Lo juro! ¡Aunque eso tarde una eternidad, te inclinarás ante ti! ¡Primero tú, después, TUS HIJOS!!!").
Habiendo sido reconstruida a través de un cristal kryptoniano durante el arco de la historia de Un Año Después, la versión actual de la Fortaleza de la Soledad, que también fue diseñada para ser esencialmente idéntica visualmente a las películas de Donner y Bryan Singer, ahora contiene una grabación interactiva avanzada de Jor-El que, aunque visualmente diferente a Marlon Brando, es idéntica en función a la que aparece en Superman Returns.
En Superman/Batman #50, presenta a Jor-El enviando una sonda a la Tierra que hace contacto con Thomas Wayne mientras conduce con su esposa embarazada Martha, la sonda transmite holográficamente la conciencia de Thomas a Krypton para que Jor-El pueda aprender mejor de qué clase de mundo era la Tierra, fue para ayudarlo a decidir a cuál de los muchos posibles candidatos debería enviar a su hijo. Thomas le dice a Jor-El que la gente de la Tierra no es perfecta, pero es esencialmente una raza buena y amable que criaría bien al niño, convenciendo a Jor-El de que envíe a Kal-El allí. Thomas registró su encuentro en un diario, que fue descubierto por su hijo Bruce Wayne en la actualidad.

### "New 52" y "DC Rebirth"
Después de dos revisiones de toda la línea de los cómics de superhéroes de DC, marcados por DC Comics como “The New 52” y “DC Rebirth”, el personaje de Jor-El fue revisado para seguir vivo dentro del escenario ficticio de los libros. La miniserie de 2017-19 Doomsday Clock presentó su supervivencia como el acto del Doctor Manhattan, quien se llevó a Jor-El cuando Krypton se derrumbó y fue llevado a la Tierra, donde se estrelló en una nación devastada por la guerra. Después de que los lugareños lo cuidaran hasta que se recuperara, Jor-El vio de primera mano las atrocidades del hombre, cuando un dictador usurpó todo lo que poseía la gente, provocando que murieran de hambre. Después de presenciar estas atrocidades, Jor-El se ve obligado a observar los horrores de la humanidad a lo largo de los siglos y es representado como el Señor Oz, que había estado monitoreando a Superman desde que apareció su contraparte anterior a "Flashpoint" durante las historias de "The New 52", una revisión de toda la línea de los cómics de superhéroes de DC. Más tarde se estableció que Jor-El era miembro del "Círculo", una organización clandestina compuesta por cinco poderosos seres cósmicos y gobernantes intergalácticos, incluidos  Appa Ali Apsa, Sardath de Rann y el ser que destruyó Krypton, Rogol Zaar.

## Otras versiones
En la serie de Elseworlds Superman: The Last Family of Krypton, Jor-El puede salvarse a sí mismo y a Lara y acompañar a Kal-El a la Tierra, donde Jor-El establece la corporación JorCorp mientras Lara establece el movimiento de autoayuda Raology.
En Superman Adventures (basada en la serie animada), el arco de la historia "Reunión familiar" ve a Superman viajar accidentalmente a un universo paralelo donde una sola ciudad kryptoniana sobrevivió a la destrucción de Krypton, con sus nativos incluidos Jor-El y Lara.

## En otros medios
Jor-El ha aparecido (generalmente brevemente) en varias adaptaciones de medios de la historia de Superman.

### Película

#### Serial 1948
- Jor-El es interpretado por Nelson Leigh en la serie de televisión The Adventures of Superman, protagonizada por George Reeves, que se emitió en los años 50. En esta adaptación, Jor-El aparece en forma de holograma o en flashbacks, como una figura sabia y paternal que le explica a su hijo, Kal-El, su destino como el protector de la Tierra, tras el colapso de Krypton. La interpretación de Leigh de Jor-El fue significativa, aunque no fue una presencia física constante en la serie, ya que la mayor parte de la trama se centraba en Clark Kent/Superman en su vida en la Tierra. A pesar de esto, la figura de Jor-El desempeña un papel fundamental en el contexto del origen de Superman y su llegada al planeta. Su interpretación marcó una parte importante del legado de Superman en la televisión de la época.

#### Serie Christopher Reeve / Brandon Routh
- Marlon Brando interpretó a Jor-El en la película Superman: The Movie de 1978, que produjeron Alexander Salkind, su hijo Ilya Salkind y su socio Pierre Spengler y que dirigió Richard Donner. En la película, se muestra a Jor-El con el icónico símbolo del escudo "S" como el escudo familiar de la Casa de El, que se asemeja a una "S" de la Tierra por coincidencia. El nombre "Superman" fue acuñado más tarde por Lois Lane, debido al parecido. En conjunto, se ve a otros kryptonianos con sus propios escudos familiares individualizados. Originalmente ideado por el propio Brando y sugerido en el set, este origen del famoso símbolo de Superman se ha utilizado en muchas historias desde entonces. En los cómics actuales, sin embargo, el escudo es el símbolo kryptoniano de "esperanza", y Jor-El no solo lo usa de manera similar a Brando del primer largometraje, sino que adorna todo tipo de banderas kryptonianas, ropa, naves espaciales y equipo. Brando filmó el metraje adicional para la secuela de Superman II, antes de que las diferencias detrás de escena hicieran que su metraje terminara en el piso de la sala de montaje. Ha sido restaurado para la versión revisada de 2006, Superman II: The Richard Donner Cut. En Richard Donner Cut, Jor-El aparece nuevamente como una persona para guiar e informar a Kal-El. Los cristales históricos de Jor-El revelan a Lex Luthor la existencia de los tres criminales de la Zona Fantasma, General Zod, Ursa y Non, lo que hace que Luthor se dé cuenta de quiénes y qué son (y que fue Superman quien provocó su liberación). Clark le pregunta a Jor-El si puede vivir una vida como humano con Lois, y trata de persuadir a Clark para que no lo desee, pero Clark es firme en su deseo. Jor-El luego revela la cámara de cristal con los rayos del sol rojo de Krypton que hará que Clark sea humano para siempre. Más tarde, Clark regresa para encontrar todos los cristales y la información sobre Krypton destruidos, pero encuentra el cristal original y puede traer de vuelta a Jor-El. Jor-El sacrifica su fuerza vital restante para restaurar los poderes de su hijo para que Superman pueda salvar la Tierra de Zod. Superman luego destruye la Fortaleza después de que Luthor y los criminales de la Zona Fantasma la hayan violado, pero luego retrocede en el tiempo, donde permanece normal. En 2006, dos años después de la muerte de Brando, "repitió" el papel de Jor-El en Superman Returns a través de la recolección de imágenes de video archivadas y tomas de clips de sonido. En la película, Lex Luthor, habiendo retenido vagos recuerdos del lugar, regresa a la Fortaleza de la Soledad durante la ausencia de Superman para aprender el poder de los cristales. Después de robarlos, usa uno en un tubo de kriptonita para crear un nuevo continente que amenaza con destruir América. Superman se las arregla para lanzar la isla "Nuevo Krypton" fuera de la atmósfera y al espacio.

#### Universo extendido de DC
- Russell Crowe interpreta a Jor-El en el reinicio de Zack Snyder, El hombre de acero de 2013.[12]Su versión de Jor-El fue una de las más modernas y dinámicas en comparación con las representaciones previas del personaje. En esta película, Jor-El es un científico líder en Krypton que, antes de la destrucción de su planeta natal, advierte sobre la inminente catástrofe que acabará con la civilización kryptoniana. A diferencia de versiones anteriores, el Jor-El de Crowe tiene un papel mucho más activo, no solo como un padre amoroso que envía a su hijo Kal-El a la Tierra, sino también como un personaje heroico que lucha para salvar a su pueblo y su mundo. Jor-El no solo se presenta como una figura sabia, sino también como alguien que tiene un profundo conocimiento de la tecnología avanzada y el futuro de la humanidad, con la capacidad de tomar decisiones difíciles para el bien mayor. Russell Crowe aportó una gran presencia y autoridad al personaje, combinando la sabiduría y la dignidad del Jor-El clásico con una versión más física y combativa. En Man of Steel, Jor-El participa activamente en escenas de acción, luchando contra las fuerzas de Zod (el villano principal) para proteger a su hijo y su legado, lo que lo diferencia de representaciones más pasivas del personaje. La interpretación de Crowe fue bien recibida por los fanáticos, especialmente porque ofreció una nueva dimensión a Jor-El, que no solo fue un padre preocupado, sino también un héroe dispuesto a sacrificarse por el futuro de su hijo y de la humanidad. Además, su relación con Kal-El se presenta como emotiva, con Jor-El actuando como un guía para Clark Kent en sus primeros años en la Tierra, transmitiéndole valores y enseñanzas importantes.

#### Películas animadas
- En el primer episodio de las caricaturas teatrales de Superman se hace referencia a Jor-El como uno de los "principales científicos de Krypton que perciben la proximidad de la perdición". Luego colocó a Kal-El en un cohete y lo lanzó hacia la Tierra justo cuando Krypton explotó.
- En la película animada directa a video de 2011 All-Star Superman, Jor-El y su esposa Lara aparecen brevemente en un flashback durante el momento en que enviaron a su hijo Kal-El a la Tierra para sobrevivir a la destrucción de Krypton. Además, Superman guarda una gran estatua de Jor-El y una de Lara en su Fortaleza de la Soledad. Jor-El también es mencionado por Superman cuando revela sus orígenes a sus compañeros kryptonianos Bar-El y Lilo.
- Una versión alternativa de Jor-El aparece en Liga de la Justicia: Dioses y monstruos (2015), con la voz de Yuri Lowenthal. Antes de que pudiera implantar su código genético en la nave que habría formado Kal-El, el general Zod aparece y le dispara para implantar su código genético en él, lo que lleva a esa versión de Superman a crecer para parecerse y comportarse más como Zod.
- Jor-El aparece en Teen Titans Go! to the Movies (2018), con la voz de Fred Tatasciore. Esta versión se basa en la versión de Marlon Brando de la película de 1978.
- Jor-El aparece en Teen Titans Go! & DC Super Hero Girls: Mayhem in the Multiverse, con Fred Tatasciore retomando su papel.
- Jor-El aparece en Batman and Superman: Battle of the Super Sons (2022), con la voz de Nolan North.
- Jor-El aparece en la película DC League of Super-Pets (2022), con la voz de Alfred Molina.

### Televisión

#### Acción en vivo
- Jor-El fue interpretado por Robert Rockwell (quien no fue acreditado en la pantalla) en "Superman on Earth", el primer episodio de la serie de televisión de 1952 Aventuras de Superman.[13]

- Jor-El fue "interpretado" por George Lazenby, quien en realidad estaba interpretando el papel de un extraterrestre disfrazado de Jor-El, en el programa de televisión de finales de los 80 Superboy, que Alexander Salkind y su hijo Ilya Salkind produjeron para la distribución de primera ejecución.

- En Lois & Clark: Las nuevas aventuras de Superman, David Warner interpretó a Jor-El en el episodio "The Foundling".[14] Desde un pequeño globo kryptoniano en la nave espacial que lo llevó a la Tierra, Clark Kent comienza a ver mensajes holográficos de su padre biológico. Jor-El detalla la destrucción de Krypton y cómo salvó a su hijo enviándolo a la Tierra en una pequeña nave espacial experimental. Jor-El recita un viejo dicho kryptoniano; "En un camino largo, dar pequeños pasos". Jor-El aparece brevemente en un flashback en el episodio "Nunca el domingo", interpretado por un actor desconocido. François Giroday interpretó a Jor-El en el episodio "Big Girls Don't Fly" donde Clark se entera de que estuvo casado, al nacer, con Zara, que aparentemente era un ritual común en Krypton antes de su destrucción.

- En la serie Smallville, Terence Stamp expresó el espíritu incorpóreo de Jor-El en 23 episodios desde la temporada 2 hasta la temporada 10. Jor-Él se le aparece por primera vez a Clark como una voz que emana de la nave espacial que trajo a Clark a la Tierra.[15][16] Tom Welling interpreta al personaje en "Relic" de la temporada 3, que muestra a Jor-El visitando Smallville como en la década de 1960.[17][18] Aparte de la interpretación de Welling del personaje, el propio Jor-El, con la excepción de un vistazo durante un flashback en el episodio "Memoria",,[19] no se vio hasta "Kandor" de la temporada 9, cuando Julian Sands lo retrata. Sands repitió el papel de Jor-El en el episodio "Abandoned".

- La serie de comedia How I Met Your Mother parodia una cabeza flotante de Jor-El a través de un holograma de Barney Stinson (Neil Patrick Harris) diciéndole a su amigo Ted que quiere renunciar a su apartamento al que llama La Fortaleza de Barnitude (una parodia de la Fortaleza). de la Soledad) para él, en el episodio "La Fortaleza". La cabeza flotante de Jor-El también es mencionada por Marshall Eriksen (Jason Segel) en el episodio "Something New".

- Jor-El aparece en la serie de televisión ambientada en Arrowverso:

- Jor-El aparece brevemente en el episodio piloto de Supergirl de 2015. Se le ve poniendo a Kal-El en su nave durante la destrucción de Krypton antes de la propia fuga de Kara. Es interpretado por un actor no acreditado. Kara más tarde cita a su tío a J'onn J'onzz en el episodio de la temporada 3 "En busca del tiempo perdido" cuando J'onn lucha con el deterioro mental de su padre M'yrnn; "El hijo se convierte en padre y el padre en hijo".

- Jor-El aparece en Superman & Lois interpretado por Angus Macfadyen.[20] Su I.A. y el holograma asociado residen en la Fortaleza de la Soledad. Apareciendo por primera vez en el episodio "Heritage", la I.A. de Jor-El es activada por Clark para que pueda escanear a Jordan para ver si heredó alguna otra habilidad de él. A Clark se le dice que su ADN mitad humano ha limitado algunas de las habilidades heredadas. En episodios posteriores, Jor-El ayuda a identificar el surgimiento de superaudición de Jordan, trata sus síntomas de kryptonita y confirma el estado de Tal-Rho como medio hermano materno de Superman. En el episodio "Una breve reminiscencia entre eventos cataclísmicos", Tal-Rho destruye el cristal de holograma de Jor-El después de que Superman se niega a unirse a él.

- En el episodio de la segunda temporada de Krypton, "Zods and Monsters", Seg-El cambia el nombre de Cor-Vex como Jor-El. Es el hijo sintetizado de Seg-El y Nyssa-Vex. Es medio hermano del General Zod, futuro hijo de Seg-El y Lyta Zod. Al final del episodio, Brainiac secuestra a su hijo de la Fortaleza de la Soledad como un acto de desafío de Seg hacia él.

#### Animación
- Jor-El aparece en tres episodios del programa animado Súper amigos:
  - Aparece en el episodio de la primera temporada "The Planet Splitter", con la voz de Casey Kasem.
  - La siguiente aparición de Jor-El fue en el episodio de Challenge of the Super Friends "Los orígenes secretos de los súper amigos", con la voz de Stan Jones.
  - Su última aparición fue el episodio corto de la séptima temporada llamado "El síndrome de Krypton".
- En la serie animada de 1988 Superman, el Hombre de Acero menciona que su padre Jor-El fue el creador de la Zona Fantasma, que alberga al General Zod y sus dos compañeros kryptonianos. Jor-El solo se menciona, pero no se muestra.
- Jor-El aparece en series ambientadas en el Universo animado de DC (DCAU), con la voz de Christopher McDonald.[21]
  - Jor-El aparece por primera vez en Superman: La serie animada. Esta versión intentó convencer a los líderes de Krypton de su inminente destrucción, pero fue denunciado por Brainiac, quien sabía del destino del planeta y, en lugar de encontrar una solución, se descargó a sí mismo en un satélite para escapar y preservar el conocimiento de Krypton.[22]
  - Jor-El aparece en una fotografía en el episodio de dos partes de Liga de la Justicia, "Crepúsculo", Jor-El y Lara hacen un cameo en una imagen que Brainiac le muestra a Superman cuando intenta renovar su oferta de explorar el universo y recopilar conocimiento.[23]
  - Jor-El también aparece en el episodio de Liga de la Justicia Ilimitada "Para el hombre que tiene todo",[24]una adaptación de la historia impresa del mismo nombre escrita por Alan Moore que apareció originalmente en Superman Annual de 1985, con su última línea de diálogo en el episodio, sin embargo, lo hace Mike Farrell (voz de Jonathan Kent). En la historia, Superman tiene una fantasía inducida en la que ve cómo sería su vida si Krypton no hubiera explotado. Aquí, Jor-El es retratado como un anciano cuyas teorías de "cielo está cayendo" lo deshonraron, pero que ha hecho lo suficiente por sí mismo desde entonces como para tener sentido del humor al respecto. Como una broma, su diseño facial coincide con el de Superman de la primera temporada de Liga de la Justicia. Más tarde, Superman escucha la voz de Jonathan Kent como una señal de que Superman se da cuenta de la verdad sobre la fantasía.

- En "The Delivery", un episodio de la serie de televisión Dilbert, Dilbert da a luz a un bebé "mitad alienígena, mitad hill-billy y mitad robot" que Dogbert envía al espacio exterior al final del clímax. Se revela que el destino del bebé es Krypton, donde Jor-El y Lara deprimidos se sienten avergonzados por sus falsas afirmaciones probadas de la destrucción de su planeta y la pérdida de su hijo por una falsa alarma. Sin embargo, finalmente lo superan cuando llega el bebé de Dilbert, como se lo predijo Dogbert.

- Aunque Jor-El no aparece en persona, un Superman mayor hace referencia a él en la película de dos partes de Batman del futuro, "The Call". Los productores han afirmado que el actor de voz original de Superman, Tim Daly, estaba disponible en el momento de la producción, pero optaron por elegir a McDonald para fortalecer la conexión padre-hijo entre Jor-El y Superman.

- Las versiones de la Edad de Plata de Jor-El y Lara aparecen en el episodio de Pinky and the Brain, "Two Mice and a Baby", con la voz de Jeff Bennett. Colocan a un bebé Kal-El en su barco mientras Krypton se desmorona.[25]

- Jor-El también aparece en la serie animada Legion of Super Heroes. Aparece en el episodio llamado "Mensaje en una botella". En ese episodio, se le mostró en un flashback, que fue una historia contada por Brainiac 5, refiriéndose al momento en que el Brainiac original (conocido como Brainiac 1.0 en el siglo 31) encogió a Kandor y destruyó todo el planeta Krypton.

- Jor-El también aparece en la serie web animada Kara and the Chronicles of Krypton, un derivado de la serie de televisión Smallville.

- Jor-El aparece en el episodio "Best Friends" de The Looney Tunes Show, con la voz de Jeff Bergman. Lucas y Bugs deciden ingresar a un programa de juegos donde dos mejores amigos prueban su conocimiento el uno del otro, durante el cual Bugs afirma que él es del planeta Krypton, con sus padres en una parodia de Jor-El y su esposa. En el episodio "SuperRabbit", Jor-El procesa a los criminales General Zod (interpretado por el Pato Lucas), Faora y el robot Thunkian por sus crímenes con el consejo diciendo "culpable" antes de que Jor-El pueda terminar de pedir su decisión. Jor-El luego destierra al General Zod y sus seguidores a la Zona Fantasma.

- Jor-El aparece en Mis aventuras con Superman, con la voz de Jason Marnocha.[21]El fue visto por primera vez como un holograma en la nave que trajo a Kal-El a la Tierra antes de sacrificarse para detener una nave kryptoniana que se acercaba. Apenas sobrevivió y Superman pudo seguir sus instrucciones que resultaron en la formación de una Fortaleza de la Soledad en el ártico. También se muestra que Brainiac tiene una copia de I.A. de Jor-El cuando controla el cuerpo de Superman durante las partes finales de la segunda temporada.

### Videojuegos
- En el videojuego Superman Returns, Jor-El aparece en la escena cuando Lex Luthor irrumpe en la Fortaleza de la Soledad y toma los cristales kryptonianos de la Fortaleza. Jor-El también le enseña al jugador cómo usar los controles al comienzo del juego.

- Jor-El aparece en el videojuego DC Universe Online, con la voz de William Price.

- Se puede ver una gran estatua de Jor-El y Lara en el escenario Fortaleza de la Soledad en Mortal Kombat vs. DC Universe.

- Las versiones de El Hombre de Acero de Jor-El aparecen como un personaje jugable en Lego Batman 3: Beyond Gotham, con la voz de Nolan North. En el mapa DLC de Man of Steel, Jor-El tuvo que luchar a través de las fuerzas del General Zod para asegurarse de que el bebé Kal-El y el Codez puedan ser lanzados desde Krypton y lejos de las fuerzas del General Zod. Después de vencer a Tor-An, Faora y al General Zod, Jor-El, Kara y Kelex pudieron enviar al bebé Kal-El fuera de Krypton.

- Jor-El se menciona en el videojuego Injustice 2 de 2017.

### Novelas

#### Superman: El último hijo de Krypton
En la novela de Elliot S. Maggin de 1978, Superman: Last Son of Krypton, se muestra que Jor-El envió una sonda de navegación por delante de la nave espacial de Kal-El, para encontrar un padre adoptivo adecuado en su nuevo planeta. En la sociedad kryptoniana, el logro científico era una virtud preeminente, por lo que la sonda de Jor-El estaba programada para buscar la mente científica líder en la Tierra, presumiblemente para adoptar Kal-El. La sonda aterrizó (a principios de la década de 1950, aunque la fecha es inespecífica) en Princeton, Nueva Jersey, donde pronto apareció por la ventana de Albert Einstein y le comunicó su misión a través de la telepatía, junto con detalles precisos de dónde el cohete de Kal-El aterrizaría (cerca de Smallville, Kansas), varios días después.

#### Los últimos días de Krypton
En la novela de 2007, Los últimos días de Krypton de Kevin J. Anderson, se muestra a Jor-El como un héroe científico que es respetado y admirado por toda la gente de Krypton y tiene una oferta permanente de un lugar en el Consejo. Sin embargo, su enfrentamiento con este Consejo conservador por nuevos descubrimientos proporciona gran parte de la tensión en el libro. El General Zod y sus dos secuaces intentan apoderarse de Krypton, primero haciéndose pasar por los salvadores de Krypton.